# Эльдорадо (тауншип, Миннесота)
Эльдорадо (англ. Eldorado) — тауншип в округе Стивенс, Миннесота, США. На 2000 год его население составило 109 человек.

## География
По данным Бюро переписи населения США площадь тауншипа составляет 93,6 км², из которых 92,9 км² занимает суша, а 0,7 км² — вода (0,75 %).

## Демография
По данным переписи населения 2000 года здесь находились 109 человек, 39 домохозяйств и 32 семьи. Плотность населения —  1,2 чел./км². На территории тауншипа расположена 41 постройка со средней плотностью 0,4 построек на один квадратный километр. Расовый состав населения: 100,00 % белых.
Из 39 домохозяйств в 35,9 % воспитывались дети до 18 лет, в 79,5 % проживали супружеские пары, в 2,6 % проживали незамужние женщины и в 15,4 % домохозяйств проживали несемейные люди. 15,4 % домохозяйств состояли из одного человека, при том 5,1 % из — одиноких пожилых людей старше 65 лет. Средний размер домохозяйства — 2,79, а семьи — 3,12 человека.
23,9 % населения — младше 18 лет, 9,2 % — в возрасте от 18 до 24 лет, 30,3 % — от 25 до 44, 20,2 % — от 45 до 64, и 16,5 % — старше 65 лет. Средний возраст — 38 лет. На каждые 100 женщин приходилось 105,7 мужчин. На каждые 100 женщин старше 18 приходилось 124,3 мужчин.
Средний годовой доход домохозяйства составлял 58 125 долларов, а средний годовой доход семьи —  59 375 долларов. Средний доход мужчин —  35 313  долларов, в то время как у женщин — 29 583. Доход на душу населения составил 15 789 долларов. За чертой бедности находились 12,8 % семей и 13,7 % всего населения тауншипа, из которых 14,3 % младше 18 и 10,0 % старше 65 лет.